# Gochar
Gochar (ook wel gespeld als Gauchar) is een nagar panchayat (plaats) in het district Chamoli van de Indiase staat Uttarakhand. 

## Demografie
Volgens de Indiase volkstelling van 2001 wonen er 7.278 mensen in Gochar, waarvan 58% mannelijk en 42% vrouwelijk is. De plaats heeft een alfabetiseringsgraad van 81%. 